# Herbert von Richthofen

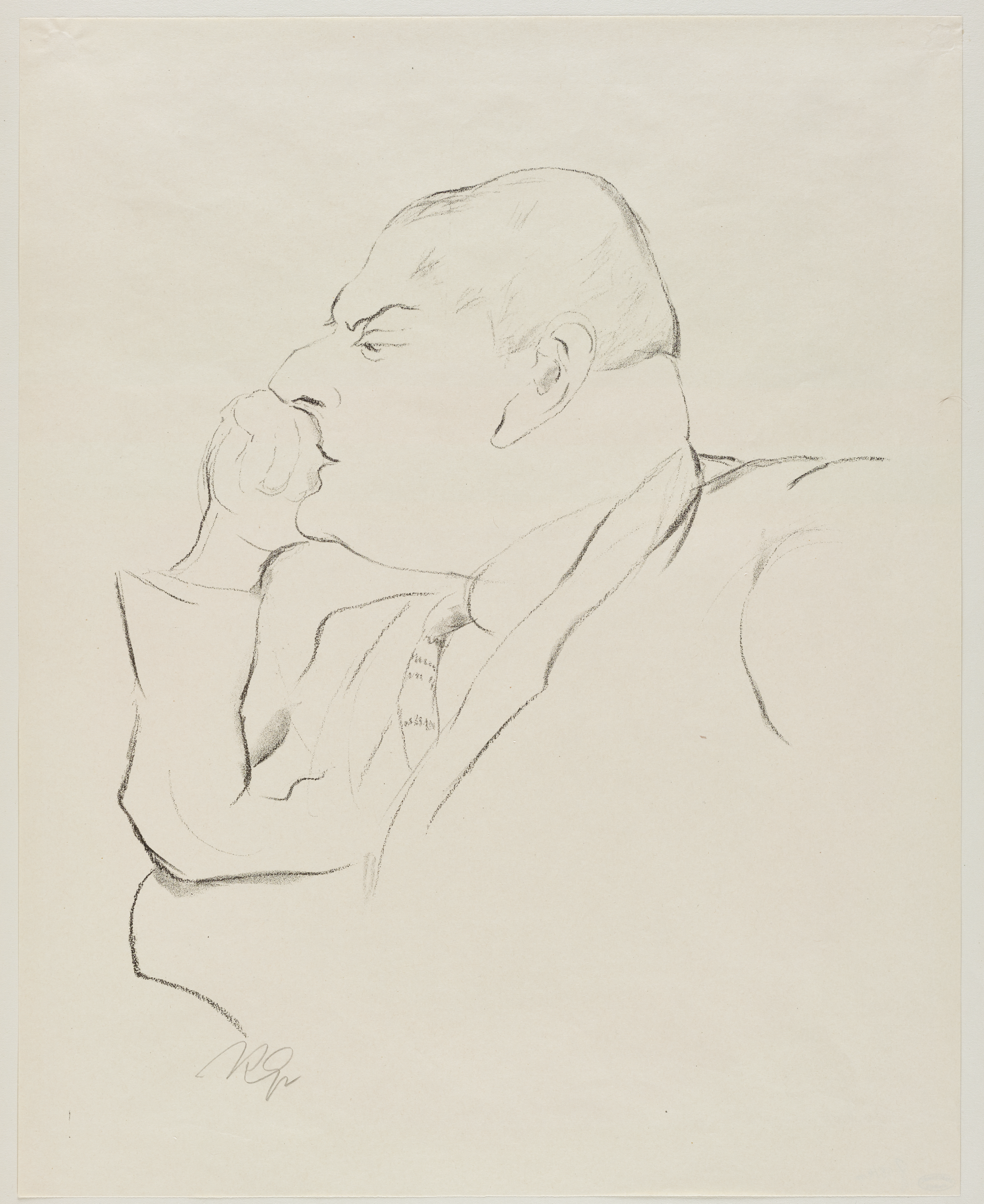
Herbert von Richthofen, Graphik von Rudolf Großmann

Herbert Freiherr von Richthofen (* 7. Juni 1879 in Strehlen; † 1952 in Moskau) war ein deutscher Diplomat.

## Leben
Herbert Freiherr von Richthofen stammte aus der jüngeren gräflichen Linie Seichau. des Adelsgeschlechts Richthofen. Sein Vater war der Fideikommissherr auf Seichau Ulrich Graf Richthofen (1846–1917), seine Mutter war die Tochter eines Bergwerkbesitzers, Helene von Koschembahr (1850–1903). Herbert machte von 1898 bis 1900 sein Abitur auf der Ritterakademie in Brandenburg. Er studierte nach dem Schulbesuch Rechtswissenschaften und trat nach Beendigung des Studiums 1903 zunächst in den Justizdienst des Königreichs Preußen und dann nach seiner Promotion zum Dr. iur. 1904 in den Diplomatischen Dienst. In der Folgezeit fand er Verwendung im Auswärtigen Amt in Berlin und wurde 1907 zum Legationssekretär ernannt.
Zwischen 1911 und 1914 war er als Legationssekretär am Generalkonsulat in Kairo tätig und wurde während seiner anschließenden Tätigkeit im Auswärtigen Amt 1915 zum Legationsrat ernannt. Danach war er von 1916 bis 1918 Legationsrat an der Gesandtschaft in Bulgarien. Nach dem Ende des Ersten Weltkriegs wurde er 1919 aus dem Reichsdienst entlassen und lebte auf dem familiären Gutshof. Während dieser Zeit hatte er auch freundschaftliche Beziehungen zu dem norwegischen Maler und Grafiker Olaf Gulbransson, mit dem er eine Zeitlang auf einer Hütte in Partenkirchen lebte.
Im Jahr 1922 erfolgte seine Wiedereinsetzung in den diplomatischen Dienst. Zunächst war er von 1922 bis 1928 Leiter des Referates Britisches Reich, Amerika und Orient in der Abteilung III des Auswärtigen Amtes und wurde in dieser Funktion 1923 zum Vortragenden Legationsrat befördert. 1928 erfolgte seine Beförderung zum Ministerialdirigent in der Abteilung II.
Im Jahr 1930 wurde er als Nachfolger von Ulrich von Hassell Gesandter I. Klasse in Dänemark. Dieses Amt übte er bis zu seiner Ernennung zum Gesandten I. Klasse in Belgien als Nachfolger des im Jahr zuvor verstorbenen Raban Adelmann von Adelmannsfelden im Jahr 1936 aus, während Cécil von Renthe-Fink sein Nachfolger als Gesandter in Kopenhagen wurde. In der Zeit als Gesandter in Brüssel hatte er dabei auch Kontakte zum dortigen Korrespondenten der NS-Zeitungen Völkischer Beobachter und Westdeutscher Beobachter René Bayer. Am 4. November 1937 beantragte er die Aufnahme in die NSDAP und wurde zum 1. März 1938 aufgenommen (Mitgliedsnummer 5.518.610).
Im Jahr 1938 wurde er als Gesandter I. Klasse in Belgien zunächst in den einstweiligen Ruhestand versetzt und in diesem Amt durch den bisherigen Chef des Protokolls des Auswärtigen Amtes Vicco von Bülow-Schwante abgelöst.
Im Jahr 1939 wurde er in den diplomatischen Dienst zurückgerufen und als Nachfolger von Eugen Rümelin Gesandter I. Klasse in Bulgarien. 1941 wurde er jedoch erneut in den einstweiligen Ruhestand versetzt und als Gesandter in Sofia durch den SA-Gruppenführer und Polizeipräsidenten von Frankfurt am Main Adolf Beckerle abgelöst. 1944 wurde er in den endgültigen Ruhestand versetzt.
Nach dem Ende des Zweiten Weltkriegs nahm ihn die Roten Armee 1945 fest. Ein Sowjetisches Militärtribunal (SMT) verurteilte ihn 1951 wegen „Vorbereitung und Führung eines Angriffskrieges“ zu 25 Jahren Gefängnis. Richthofen starb 1952 im Gefängnis „Lubjanka“ in Moskau.
Er war seit 1900 Mitglied des Corps Borussia Bonn. Richthofen trat 1910 dem Johanniterorden bei wurde dort 1925 Rechtsritter. Nach dem so genannten Heß-Erlass, der die Doppelmitgliedschaft von NSDAP und Johanniterorden untersagte, verließ der Diplomat laut der 145. Nachweisung im Johanniter-Ordensblatt im Februar 1939 den Orden wieder. Dies betraf insgesamt zehn Prozent der Ordensmitglieder.